# تشقا (فريدون شهر)
تشقا (بالفارسية: چقا) هي منطقة سكنية تقع في قسم برف انبار الريفي في إيران. يقدر عدد سكانها بـ 1,200 نسمة .